# A Thousand Suns
A Thousand Suns je četrti album nu metal skupine Linkin Park. Izšel je leta 2010 pri založbi Warner Bros..

## Seznam skladb
1. "The Requiem" - 2:01
2. "The Radiance" - 0:57
3. "Burning in the Skies" - 4:13
4. "Empty Spaces" - 0:18
5. "When They Come for Me" - 4:53
6. "Robot Boy" - 4:29
7. "Jornada Del Muerto" - 1:34
8. "Waiting for the End" - 3:51
9. "Blackout" - 4:39
10. "Wretches and Kings" - 4:10
11. "Wisdom, Justice, and Love" - 1:39
12. "Iridescent" - 4:56
13. "Fallout" - 1:23
14. "The Catalyst" - 5:39
15. "The Messenger" - 3:01